# Elżbieta Ardam
Elżbieta Ardam, właściwie Elżbieta Mądra – polska śpiewaczka operowa (mezzosopran).
Absolwentka Akademii Muzycznej w Poznaniu (klasa śpiewy Antoniny Kaweckiej). Laureatka międzynarodowych konkursów wokalnych. Solistka Alte Oper we Frankfurcie. Śpiewała m.in. w Teatrze Wielkim w Łodzi (1983, Tatiana w Eugeniuszu Onieginie Czajkowskiego), La Scali (1998, Orfeusz w Orfeuszu i Eurydyce Glucka). W swoim dorobku płytowym ma m.in. nagranie opery Otello Verdiego (Decca, 1991), w której występuje m.in. z Luciano Pavarottim i Kiri Te Kanawą.
Siostra śpiewaczki operowej Barbary Mądrej.

## Nagrody
- 1982: VII Międzynarodowy Konkurs Muzyczny im. Piotra Czajkowskiego – IV nagroda[8]
- 1983: Medal Młodej Sztuki[9]
- 1984: XXII Międzynarodowy Konkurs Wokalny im. Francisco Viñasa w Barcelonie - III nagroda[10]